# Kirby's Adventure
Kirby's Adventure — відеогра жанру платформер, розроблена HAL Laboratory і випущена Nintendo 30 листопаду 1992 року спочатку для NES, ставши однією з останніх ліцензованих ігор на консолі. Пізніше перевидавалась для Game Boy Advance в 2002 році і для віртуальної консолі Nintendo Wii в 2007 році. Друга після Kirby's Dream Land на Game Boy із присвяченої Кірбі, ігри якої вийшли на GameBoy Color, GameBoy Advance, SNES, Nintendo 64, GameCube и Nintendo DS.

## Сюжет
Головний герой — рожеве кругле створення на ім‘я Кірбі. Антагоніст гри — King Dedede, вкрав Зірковий жезл — джерело сили фонтану бажань (Fountain of Dreams), і розламав його на 7 частин. Шість із них він віддав своїм союзникам, а останній залишив собі. Без цього жезлу жителі міста Бажань стають агресивними і не можуть мріяти. Тепер на Кірбі лежить важлива місія: віднайти усі 7 частин фонтану і перемогти King Dedede і його союзників, тим самим повернувши спокій в своє місто.

## Ігровий процес

Кірбі (в кадрі зліва) засмоктує ворога

Класичний платформер в стилі Super Mario Bros. Геймплей гри копіює по більшій частині ігровий процес першої гри з серії — Kirby’s Dream Land. Головний герой Кірбі ходить по двовимірним кольоровим рівням, збирає різні предмети і протистоїть ворогам. Основна можливість Кірбі — можливість засмоктувати в себе предмети та вороги, і або випльовувати їх, вбиваючи ворогів, або ковтати і отримувати можливість того, кого ковтнув, наприклад, заморожувати усе навколо або дихати вогнем. Крім того, Кірбі може надуватися, засмоктуючи повітря, що дає йому можливість літати.
Гра складається з семи рівнів, поділених на основні локації, і декілька міні-ігор. З локації в локацію Кірбі переміщається по карті, тому пройдені локації можна перегравати декілька раз. Пересуватися в локаціях можна в обидві сторони, вверх та вниз. Більша частина гри проходить на суші, хоча є й підводні рівні.

## Варіанти гри
У 2002 році ремейк гри під назвою Kirby: Nightmare in Dream Land з'явився на портативній ігровій системі GameBoy Advance. Ігровий процес, оформлення і основи гри залишились попередніми, лише графіка і музичне супроводження покращилося. У 2007 році Kirby’s Adventure, як і інші популярні ігри другого і третіх поколінь, стала доступна для завантаження  віртуальної консолі Wii.

## Критика
Kirby’s Adventure стала однією з останніх ігор, офіційно випущених на NES, тому недивно, що графіка і музика в грі були на висоті. У всьому світі було продано 1,75 млн екземплярів гри для NES, що ставить Kirby’s Adventure на 34 місце по рівню продаж серед NES. Гра отримала і продовжує отримувати гарні оцінки. Більшість рецензій відмічають чудову графіку та звук, високу для 8-бітної систему тривалість гри(версія для NES) і цікавий геймплей. Недоліком часто називали її завелику легкість. Деякі рецензії:
- Nintendo Magazine System — офіційний журнал Nintendo, поставив грі 93 бала із 100, наголосивши, правда, що гра могла бути кращою, якби не була такою легкою. Також, журнал назвав Кірбі одного з найцікавіших героїв на NES[5].
- Інформаційний сайт відеоігор PGNx Media поставив грі 8,25 із 10. Сайт назвав гру гарним завершальним акордом консолі, зауваживши чудову графіку, звук та керування. Проте, і в цій рецензії зазначили легкість гри [6].

- Німецький сайт Eurogamer.de поставив реінкарнації гри на Wii 4 «золоті монетки» з 5. Графіка гри була оцінена як найкраща на NES[7].

## Музика
Офіційний саундтрек гри, складений з 56 композицій, був випущений компанією Sony в Японії 21 липня 1994 року. Композитори — Хірокадзу Андо и Дзюн Ісікава, вокаліст — Міята Мако.

## Технічні особливості
Будучи однією з найбільш анімованих ігор і графічно гарною грою на NES, Kirby’s Adventure використовував максимально можливу кількість PRG і CHR банків MMC3 маппера, встановленого в картридж NES. При цьому HAL Laboratory розроблений унікальний гібридний LZ/RLE алгоритм стиску тайлових карт, дозволивши вмістити в себе і так доволі немаленький розмір, який надає MMC3 більше графічної інформації і даних рівня.
Надалі схожий алгоритм був використаний в Arcana на SNES і Kirby: Nightmare in Dream Land на GBA.